# Handelsklausel
Handelsklauseln sind normierte Klauseln im Handelsverkehr und bei Handelsgeschäften zwischen Kaufleuten, die diese zur näheren Kennzeichnung des Vertragsinhalts verwenden und mit denen der Handelsverkehr bestimmte Vorstellungen über ihre Bedeutung und Rechtsfolgen verbindet.

## Allgemeines
Kaufleute meiden oft umständliche Formulierungen und bedienen sich zahlreicher Abkürzungen. Der Handelsverkehr läuft deshalb regelmäßig nach standardisierten Bedingungen und Handelsklauseln ab. Dies können im Einzelfall komplette Klauselwerke wie z. B. allgemeine Liefer- und Einkaufsbedingungen sein, teilweise werden auch nur einzelne normierte Handelsklauseln verwendet. Der Inhalt der dabei verwandten Klauseln ist jedoch nicht immer eindeutig. Handelsklauseln unterliegen wie jede Vertragsabrede der Auslegung, soweit ein übereinstimmender Parteiwille nicht festgestellt werden kann. Ihre Auslegung erfolgt nach Handelsbrauch, der nach Staat, Ort und Branche unterschiedlich sein kann. Es kommt auf die Verkehrsauffassung am Erfüllungsort an. Sie sind im Einzelfall nach objektiven Maßstäben einheitlich auszulegen. Handelsklauseln sind Bestandteil des Handelsbrauchs nach § 346 HGB.
Einerseits hat sich die Bedeutung von Handelsklauseln vielfach in Handelsbräuchen verfestigt, andererseits ist zu berücksichtigen, dass Handelsklauseln im Zweifel bei typischen Geschäften auch mit typischem Inhalt gebraucht werden.

## Typische Handelsklauseln
Wird die Klausel mit dem Zusatz „Ab…(Ortsangabe)“ versehen, so kann darin eine Vorleistungspflicht des Käufers liegen. „Ab Lager netto Kasse“ bedeutet somit, dass die Ware erst nach Zahlung vom Lager auf Kosten des Käufers versandt wird. Das gilt auch für „Ab Werk“ und „Ab Schiff“, der Käufer hat die Ware beim Verkäufer abzuholen. „Frei Haus“ bedeutet, dass der Lieferant sämtliche Transportkosten bis zum Empfängerort übernimmt; der Gefahrübergang wird damit jedoch nicht geregelt. „Kasse“ bedeutet Barzahlungspflicht, die auch durch Geldersatzmittel (Überweisung, Schecks) erfüllt werden kann. „Netto Kasse“ bedeutet auf Rechnungen, dass eine Zahlung ohne Abzüge, wie etwa Skonto oder Rabatt, erfolgen muss. Mit „Angebot freibleibend“ oder „Angebot ohne Obligo“ weist der Verkäufer darauf hin, dass das eigentlich ihn rechtlich bindende Angebot (§ 145 BGB) unverbindlich sein soll und der Käufer seinerseits aufgefordert wird, ein Angebot abzugeben. Ein weiteres Beispiel ist die bekannte Tel-Quel-Klausel.

## Keine Geltung für Verbraucher
Die Definition verdeutlicht, dass Handelsklauseln ausschließlich zwischen Kaufleuten gelten. Ist auch nur ein Verbraucher als Vertragspartner beteiligt, muss der Verbraucher sie nicht gegen sich gelten lassen, sondern kann eine genaue Erläuterung der Abkürzungen verlangen. Diese Abkürzungen sind für den objektiven Empfängerhorizont eines verständigen Verbrauchers unverständlich und gelten als unangemessene Benachteiligung, die nach § 307 Abs. 1 BGB unwirksam ist.

## International
Für die Auslegung einer Handelsklausel kann eine aus ausländischem Recht stammende Rechtsvorstellung auch dann maßgeblich sein, wenn der Vertrag deutschem Recht unterliegt. Die Internationale Handelskammer zeichnet seit 1923 die verbreitet im internationalen Handel verwendeten Handelsklauseln auf und hält ihre Bedeutung in den einzelnen Rechtsordnungen fest (englisch Trade Terms). Die Trade Terms haben sich zu einem internationalen Handelsbrauch entwickelt. Davon zu unterscheiden sind die Incoterms der Internationalen Handelskammer, die nach überwiegender Auffassung zu Allgemeinen Geschäftsbedingungen werden, wenn die in den Incoterms enthaltenen Klauseln verwendet werden und gleichzeitig auf die Incoterms Bezug genommen wird. Nach herrschender deutscher Rechtsauffassung sind sie keine Handelsklauseln, sondern stellen AGB dar. Wichtig für die Wirkung von Handelsklauseln ist dabei vor allem, dass Handelsklauseln – anders als Handelsübungen – auch dann gelten, wenn die Vertragsparteien sie nicht kennen oder nicht ausdrücklich in den Vertrag einbezogen haben. Sie haben quasi normative Wirkung. Werden Incoterms zwischen Unternehmen verwendet, findet weder eine Einbeziehungskontrolle nach § 305 Abs. 2 und 3 BGB noch eine Inhaltskontrolle gemäß §§ 308, § 309 BGB statt.